# Jaderské moře
Jaderské či Jadranské moře neboli poněkud hovorově Jadran (zastarale Adriatické moře či Siné moře, italsky Mare Adriatico, slovinsky Jadransko morje, chorvatsky Jadransko more, srbsky Јадранско море, albánsky Deti Adriatik, řecky Αδριατική θάλασσα) je vedlejší část Středozemního moře, ležící mezi Apeninským a Balkánským poloostrovem, tj. mezi Apeninami a Dinárskými horami. Moře zaujímá plochu přibližně 160 000 km², dlouhé je 800 km a široké mezi 150 až 200 km. Na jihu je Otrantský průliv, široký 71 km, který spojuje Jaderské moře s Jónským mořem. Průměrná slanost vody činí 38,3 ‰, v severní části moře je o něco nižší vlivem přítoku říční vody.

## Název

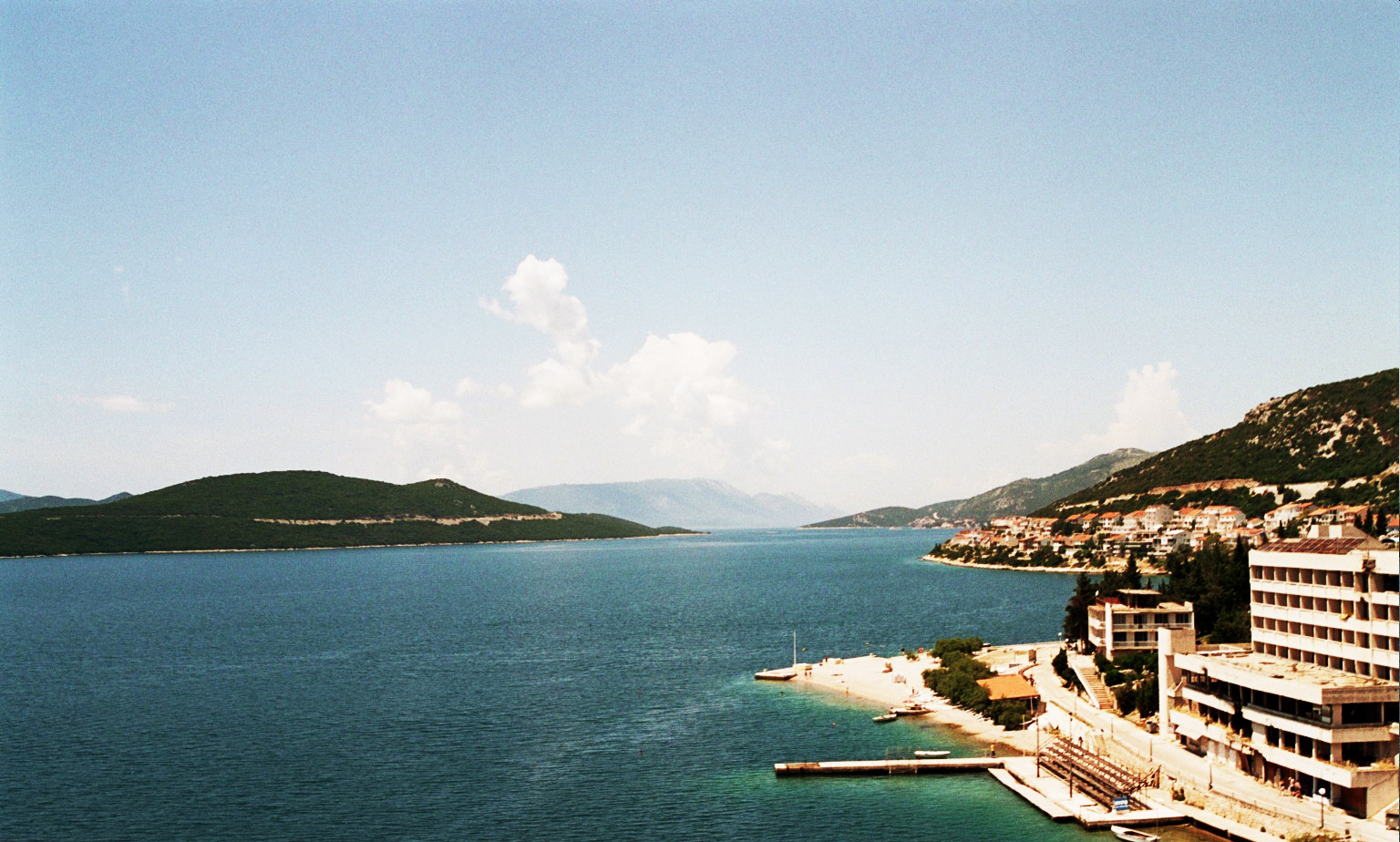
Neumská zátoka, Bosna a Hercegovina

Název Jaderské (dříve též Adriatické) moře pochází od starověkého přístavu jménem Hatria nebo Atria, dnešního města Adria v deltě Pádu. Ve starověku býval Jadran též nazýván Mare Superum („Horní moře“), zatímco Mare Inferum („Dolní moře“) bylo označení pro moře Tyrhénské.

## Přítoky
Celkový průměrný přítok sladké vody do Jaderského moře se odhaduje na 5 700 m³/s, k čemuž nejvíce přispívají alpské řeky na severu. Zdaleka nejvýznamnějším přítokem je řeka Pád, ústící rozsáhlou deltou, kde říční náplavy neustále posouvají linii pobřeží směrem do moře (ročně tak pevnina naroste na úkor Jadranu o zhruba 60 ha; část Pádské nížiny nebyla v dávných dobách ničím jiným, než zálivem Jaderského moře). Z dalších přítoků stojí za zmínku např. Adiže, Piava, Tagliamento, Soča či Neretva.

## Profil dna
Severní část Jaderského moře je poměrně mělká, s hloubkou do 100 m (v Benátském zálivu 20 až 30 m). Směrem k jihu dno klesá do Středojaderské pánve o maximální hloubce kolem 250 m. Dále napříč mořem, přibližně mezi italským poloostrovem Gargano a chorvatským ostrovem Korčula probíhá Palagružský práh – podmořský hřbet s hloubkou kolem 130 m – z něhož vystupují malá souostroví Palagruža a Tremiti. Od Palagružského prahu na jih dno prudce klesá do Jihojaderské pánve mezi Bari a Dubrovníkem, kde hloubka přesahuje 1 200 m. Největší hloubka v Otrantské úžině se pohybuje kolem 750 m.

## Ostrovy

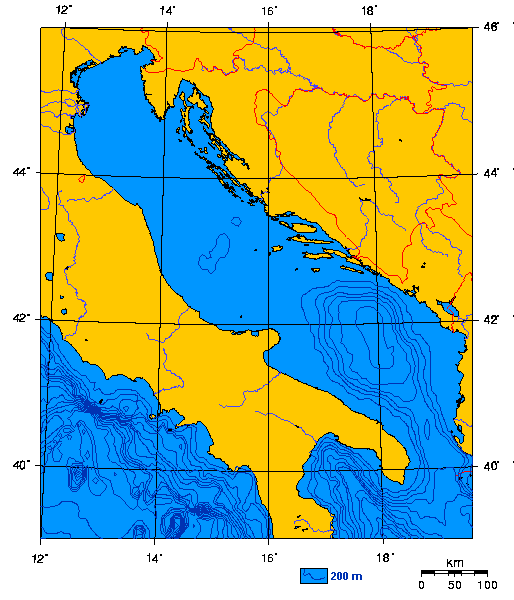
Jaderské moře na mapě

Velmi výrazný je rozdíl mezi jihozápadním a severovýchodním pobřežím. Zatímco na italské straně je většinou nízké, písčité, bez výrazných zálivů, balkánské, zvláště pak chorvatské pobřeží je po norských fjordech druhým nejčlenitějším v Evropě – je velmi hornaté a lemované množstvím ostrovů, táhnoucích se rovnoběžně s pevninou. Oceánografický a rybářský ústav ve Splitu udává v Jaderském moři 69 trvale obydlených ostrovů a jejich celkový počet na 1 246 (79 velkých ostrovů, 525 ostrůvků a 642 skalisk a útesů). Největšími ostrovy jsou: Krk (410 km²), Cres (404 km²), Brač (396 km²), Hvar (298 km²), Pag (287 km²) a Korčula (273 km²). Významnými chorvatskými souostrovími jsou Elafitské ostrovy, Kornati a Paklené ostrovy.

## Zálivy
Zálivy se v Jaderském moři nacházejí zejména na jeho severovýchodním pobřeží, jelikož je podstatně členitější. Mezi několik italských zálivů ležících na pobřeží jihozápadním a severním se řadí Anconský záliv, Benátský záliv, Manfredonský záliv, Terstský záliv a Trezza. Ve Slovinsku leží Koperský záliv a Piranský záliv, k Chorvatsku náleží Kvarnerský záliv, Limský záliv, Rašský záliv, Rijecký záliv, Bakarský záliv, záliv Kvarnerić, Virské moře, Ljubačský záliv, Ninský záliv, Novigradské moře, Karinské moře, záliv Sedmovraće, Murterské moře, Pirovacký záliv, Šibenický záliv, Morinjský záliv, Trogirský záliv, Marinský záliv, Kaštelský záliv, Malé moře, Malostonský záliv, zálivy Bistrina, Budima a Rijeka dubrovačka a Župský záliv, u Bosny a Hercegoviny leží Neumský záliv. V Černé Hoře se nachází záliv Boka Kotorska, dělící se na Hercegnovský, Tivatský, Risanský a Kotorský záliv, dále pak záliv Trašte. Mezi albánské zálivy patří Vlorský záliv a Drinský záliv.
Některé zálivy se nacházejí i na ostrovech, jako například Telašćica (na Dugim otoku), Krcký záliv (na ostrově Krk), Valunský záliv (na Cresu), Pažský a Košljunský záliv (na Pagu), Brguljský záliv (na Molatu), záliv Saldun (na Čiovu), Starigradský záliv (na Hvaru), záliv Viška Luka a Komižský záliv (na Visu). K Jaderskému moři též náleží několik lagun – buď na severu v Itálii (Benátská laguna, Lago di Lesina, Lago di Varano, Laguna del Mort, Valli di Comacchio), či na východě v Albánii (Karavastská laguna a Butrintské jezero).

## Země a města
K Jaderskému moři přiléhají Itálie, Slovinsko, Chorvatsko, Bosna a Hercegovina (úzkým koridorem u města Neum), Černá Hora, Albánie.
Při Jadranu leží například města Terst, Benátky, Rimini, Bibione, Ancona, Pescara, Bari, Brindisi a Otranto v Itálii, Koper, Izola a Piran ve Slovinsku, Pula, Rijeka, Zadar, Šibenik, Split a Dubrovník v Chorvatsku, Herceg Novi, Kotor, Bar a Ulcinj v Černé Hoře, Drač a Vlora v Albánii.

## Turismus
Jaderské moře je pro svou příjemnou teplotu a velkou čistotu vyhledávaným turistickým cílem. Populární letoviska se nacházejí v severní Itálii v okolí Benátek, v Chorvatsku na Istrii, na Kvarnerských ostrovech, v Dalmácii, na Makarské riviéře a v okolí Dubrovníku. Podstatně méně turistů směřuje k moři v Černé Hoře a v Albánii.